# Рапаханок
Рапаханок (на английски: Rappahannock) е северноамериканско индианско племе, което в началото на колониалния период живее в няколко села по река Рапаханок в окръг Ричмънд, Вирджиния. Вероятно се срещат с белите още през 1605 г., когато група бели мъже отвлича няколко от тях и ги отвежда в Англия. През 1608 г. Джон Смит картографира 14 техни села и записва името им като „тапоханок“. Говорят алгонкински език и са част от Конфедерацията Поухатан.
Английските селища започват да се разширяват в долината на река Рапаханок през 1640те. След като са атакувани от английски заселници и други враждебни племена, рапаханок от 1676 г. се събират в едно укрепено село. През 1682 г. колонията Вирджиния им дава 3,747 акра земя за резерват. След множество атаки от страна на ирокезите се преместват нагоре по реката до Портобаго в окръг Есекс, където остават до 1706 г. След това се завръщат по родните си места, където около 500 техни потомци живеят и днес.
В опит да организират свое племенно правителство и да получат федерално признаване, племето рапаханок се учредява през 1921 г. В следващите години племето постепенно губи своята идентичност, смесвайки се с бялото и цветнокожо население в региона. До края на века рапаханок успява да възвърне своята идентичност и през 1964 г. членовете на племето основават Индианска баптистка църква рапаханок. На 25 март 1983 г. племето е официално признато от щата Вирджиния. През 1998 г. рапаханок закупува 119,5 акра земя на доверие, които са присъединени към резервата им.